# Rampuše
Rampuše (německy Rampusch) je malá vesnice, část obce Liberk v okrese Rychnov nad Kněžnou. Nachází se asi 2,5 km na severovýchod od Liberku. V roce 2009 zde bylo evidováno 30 adres. V roce 2020 zde trvale žilo 33 obyvatel.
Rampuše je také název katastrálního území o rozloze 2,46 km2.

## Historie
První písemná zmínka o obci pochází z roku 1544.

## Osobnosti
Patrně nejslavnější místní rodačkou byla služebná Kristýna zvaná Rampepurda z románu Karla Poláčka Bylo nás pět. Tato dívka se skutečně narodila a žila na Rampuši.

## Pamětihodnosti

### Socha Rampepurdy
V prostřední části vesnice, nad místním rybníčkem, se od roku 2003 nachází socha Rampepurdy od akademického sochaře Michala Moravce. Při vichřici v červnu 2009 byla těžce poškozena ulomenou větví, ale již v srpnu znovu obnovena.

## Fotografie

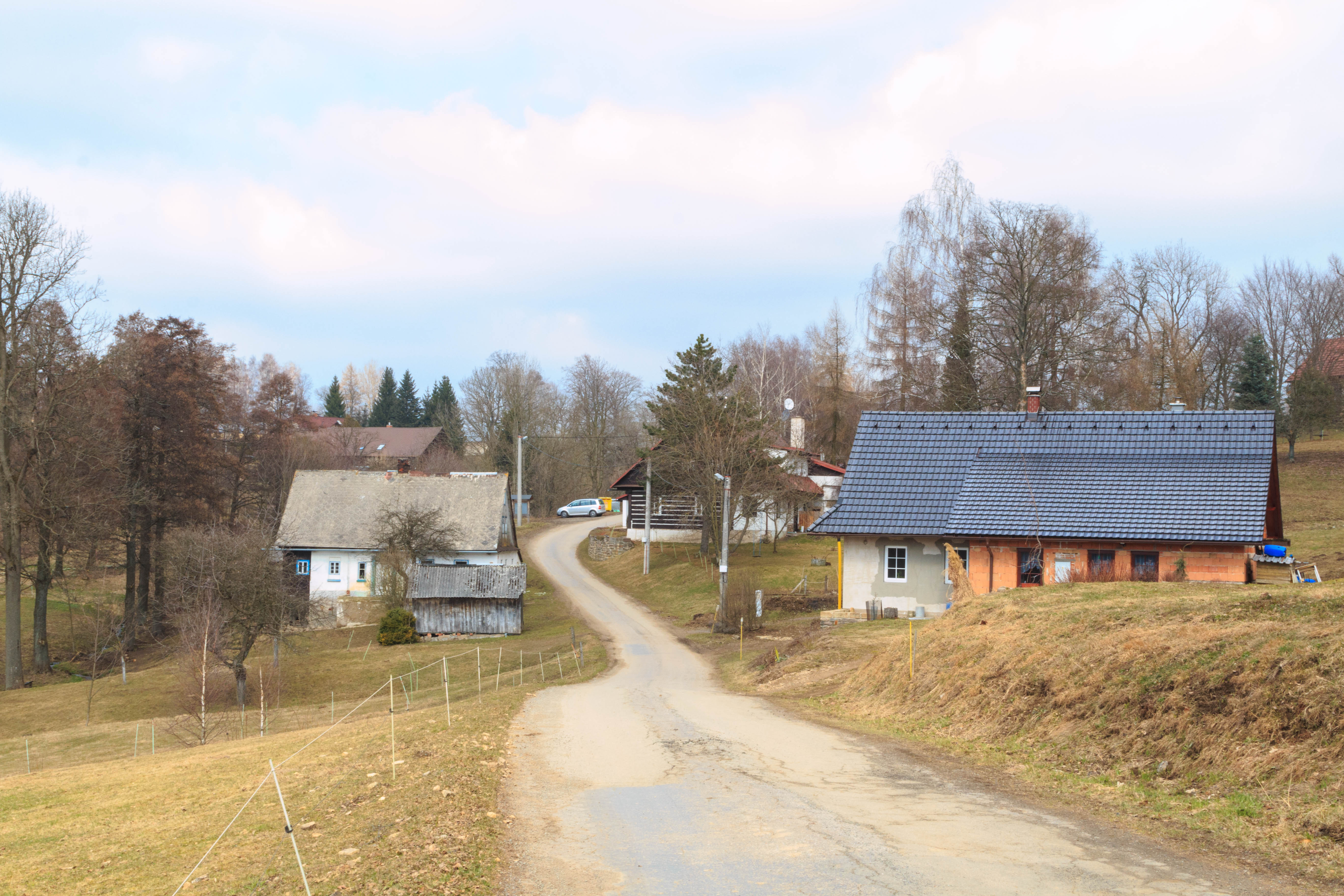
Rampuše – čp. 2
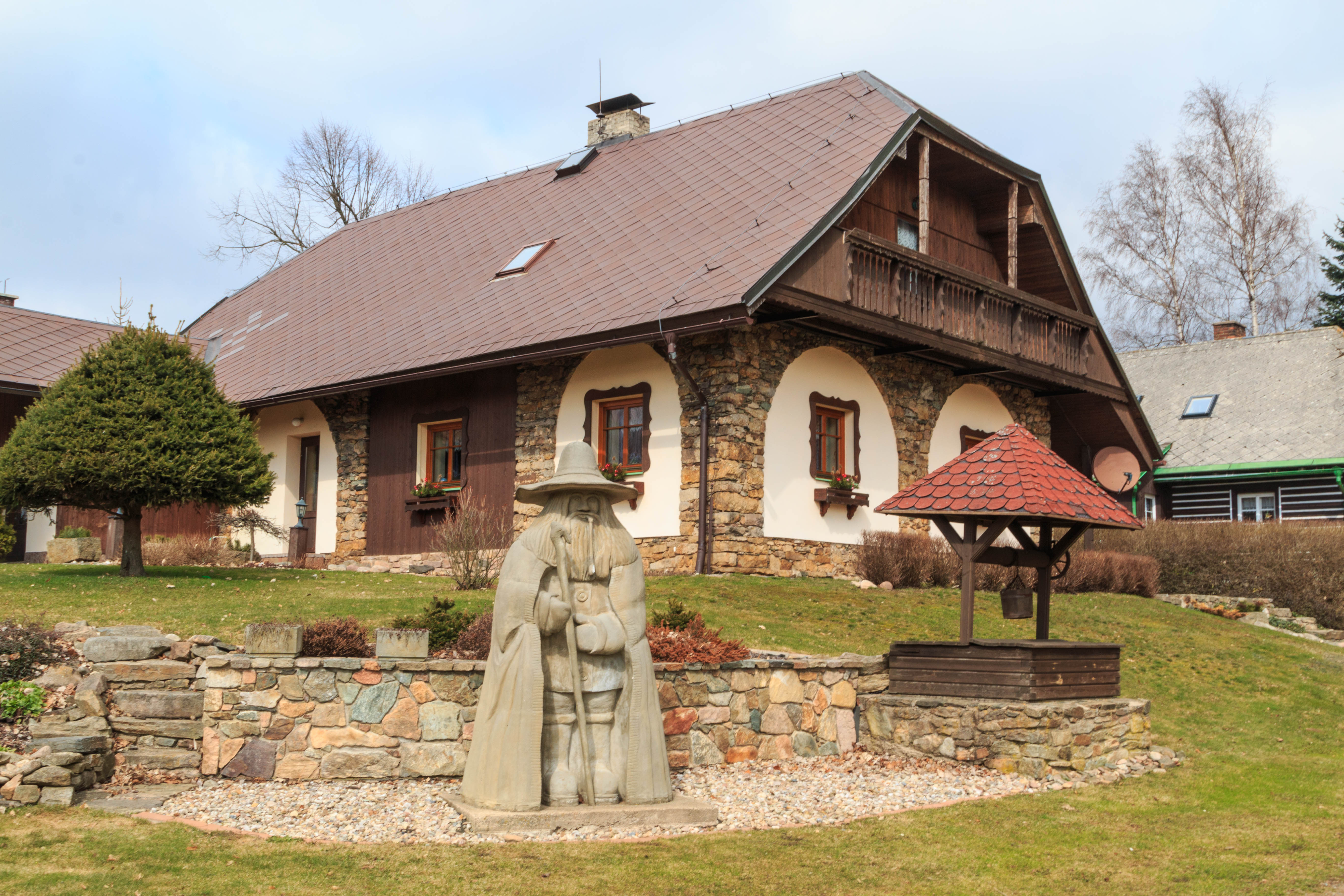
Rampuše – socha Rampušáka
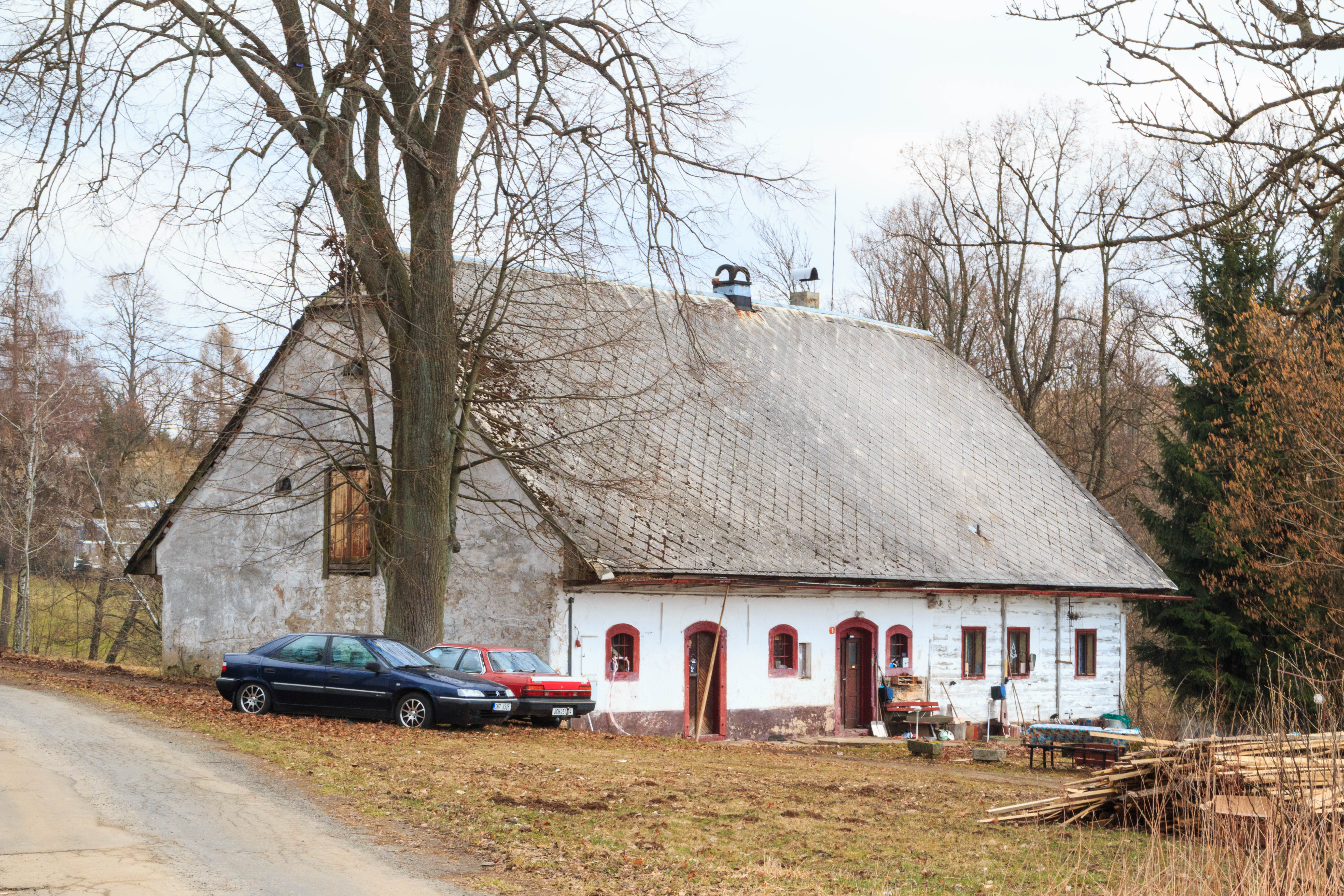
Rampuše – čp. 9
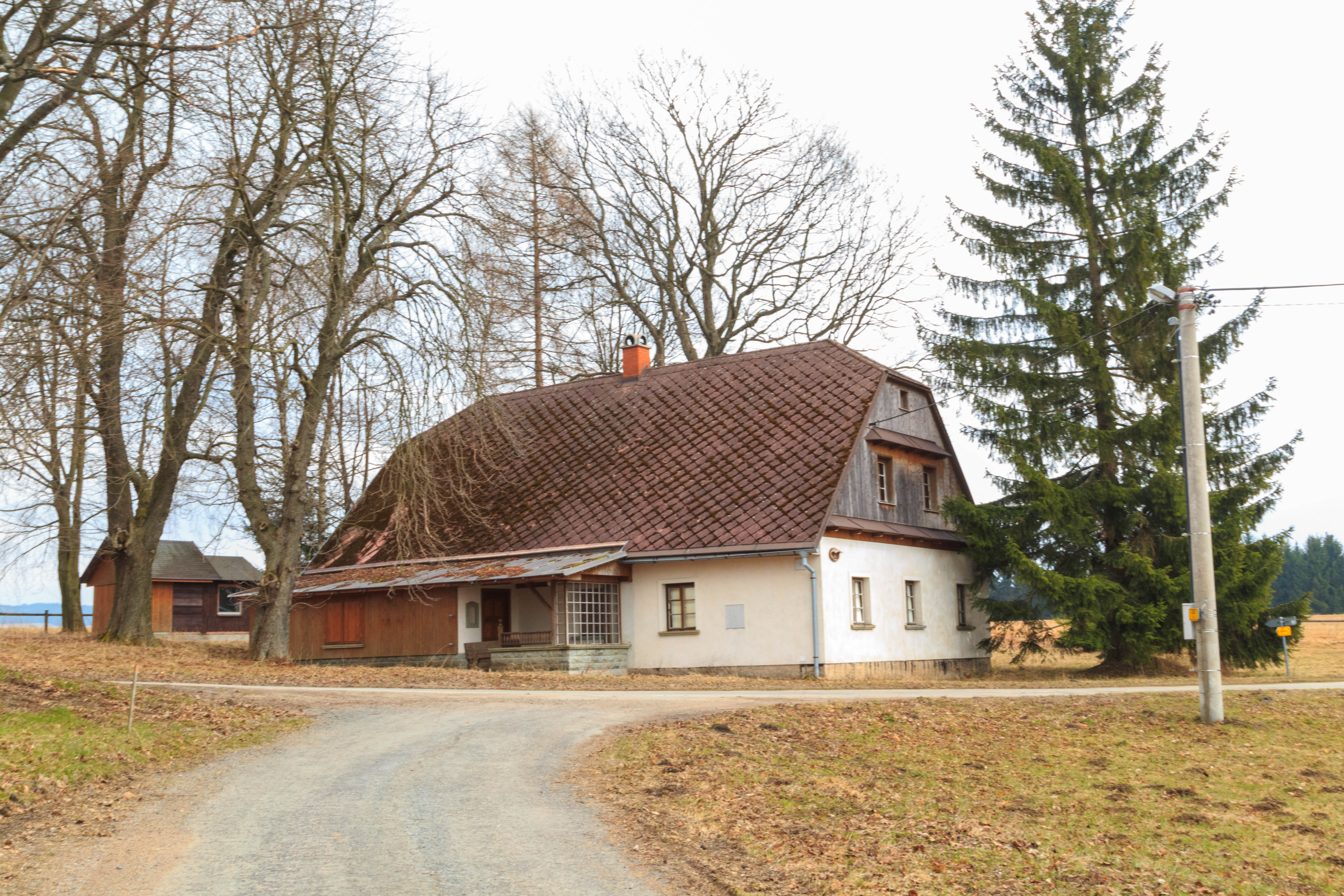
Rampuše – čp. 13